# Adrienne Roy-Vilandré
 (avril 2019).
Si vous disposez d'ouvrages ou d'articles de référence ou si vous connaissez des sites web de qualité traitant du thème abordé ici, merci de compléter l'article en donnant les références utiles à sa vérifiabilité et en les liant à la section « Notes et références ».
Adrienne Roy-Vilandré, née le 13 février 1893 à Lévis et morte le 23 octobre 1978 à Montréal, est une soprano folkloriste canadienne, connue pour son intérêt pour les chants et les traditions amérindiennes du Canada, qu’elle transmettra par l’entremise de spectacles.

## Biographie

### Voyages et vie amoureuse
« Car le premier des profits c’est d’aller outre mer, fixer dans sa mémoire, sur place tout ce que l’on nous a enseigné d’histoire [...] »
L’on connaît Madame Roy-Vilandré pour sa carrière en chant et notamment dans le chant folklorique. Mais ceci n’est que la « deuxième partie de sa vie », car en réalité, Adrienne a vécu bien des aventures avant de se rendre là. Cette partie de sa vie, qu’elle passa avec son premier mari, le docteur Joseph-Dollard Vilandré, est une vie remplie de voyages aux destinations plus étonnantes les uns que les autres.
La grande aventure de ces voyages commencent en juin 1911, quand elle décide avec ses parents de monter à bord de l’Empress of Britania pour l’Angleterre. Durant ce premier voyage, Adrienne eut la tâche, donnée par son père, d’écrire chaque nuit ce qu’elle avait vu pour en faire des articles du journal, Le Quotidien de Lévis dont son père avait des parts. C’était en quelque sorte le prix à payer pour ce premier voyage.
Un peu plus tard, elle rencontra un médecin travaillant dans le nord du pays, qui après deux jours lui faisait déjà la grande demande, charmé par son chant. Elle déclinait l’offre sous le prétexte qu’elle ne pouvait quitter Québec, qu’elle avait une opérette « Véronique » pour les tuberculeux à réaliser. Elle ne pouvait, en fait « [se] faire à l’idée malgré ses qualités et son talent de disert [...] de coiffer cette tuque. » Mais après ce remarquable événement qui amassa dix mille dollars pour les tuberculeux, ce bon docteur la fiança après son voyage à Boston avec un ami. Pour leur lune de miel, ils allèrent à la Havane.
Cela faisait six ans qu’elle secondait son cher médecin, qui jour et nuit était dévoué à la population. Après tout ce temps passé à essayer de satisfaire une populace « trop exigeante », les deux finirent par s’épuiser de ce travail acharné et plièrent bagages direction Paris avec leurs deux petites filles, Rolande et Michèle.
Elle rencontra quelques artistes (Berthe Roy, Léo-Pol Morin, Arthur Honneger, Francis Poulenc, le violoniste Taranto et autres) et organisa avec eux des concerts « [...] y prenant, non seulement du part mais comme imprésario, hôtesse, publiciste. » Adrienne travaille ainsi avec ces artistes jusqu’à ce qu’elle emballe un jour ses affaires pour prendre La Patria qui les emmène, elle et sa famille, de New York vers Naples, s’arrêtant d’abord à Palerme en Sicile pour assister à des noces auxquelles ils étaient conviés. Arrivés à Naples, « [...] où nous descendîmes presque malgré nous puisque la cargaison de bananes avait fait pencher le navire à un tel point que le deuxième pont rejoignait le quai. Vous voyez cela d’ici avec les deux enfants, l’une marchant haute comme trois pommes à côté de son papa de six pieds l’autre de quatre mois sur la hanche de sa maman à l’air détaché. Quel séjour alors chez la comtesse de M. où les oranges semblaient vouloir se faire cueillir à notre fenêtre, où la vue dominait cette baie de Naples. » 
Elle visita là-bas une grotte et l’Enfer de Dante; excursion qu’elle qualifie d’aventureuse car elle la fit sans guide. Elle visita aussi le château de Virgile et Pompéi : « L’on me sollicite de la prudence, car je voudrais aller trop près de ce cratère en ébullition pour voir si je ne verrai pas de diables à l’intérieur ! » Elle fit aussi un tour à Rome, où pour la deuxième fois, elle baisa la bague d’un pape.
De là, elle part pour l’Afrique où « novembre et décembre c’est encore l’été ». Elle se rend à Alger. « Quelle délicieuse vie l’on fait ici jusqu’à ce que le désert nous appelle et que l’on réponde à son attirance, en nous rendant jusqu’à Bou Saada [...] » à dos de chameau dans les dunes. Après avoir apprécié les danses du ventre et du serpent accompagnées d’un orchestre, elle appareilla pour Marseille prendre le P.L.M. pour Paris. Ils logèrent à Saint-Cloud et y restèrent quelque temps. Elle partit vers la Belgique quand son mari fut délégué pour représenter le Canada à Bruxelles au congrès de médecine.
C’est à ce moment qu’elle décida, durant un concert de chanson moderne, d'Yvette Gilbert, artiste qu’elle appréciait grandement, qu’elle décida de se mettre au folklore. « [...] je décidai péremptoirement de laisser mes auteurs que je chérissais pour le folklore. » Ainsi, elle retourna au pays, s’installant près de sa famille, dans une belle maison de quatre étages sous bail. Elle vécut là durant trois ans et eut deux petits garçons. Le bail expiré, ils s’en allèrent auprès d’anciens confrères « [...] qui ne regarderaient pas à leur fromage de si près ».
Cette partie emplie de voyages et d’études à l’étranger s’éteint avec son mari, qui décède de son dévouement extrême aux soins qu’il procure aux enfants, travaillant en pédiatrie. De là, sa bonne de douze ans de services l’encouragea à chanter cette fois pour cachets.
Elle rencontrera plus tard un autre homme, Maxime De Lacamp, Marquis de Ruzé d'Effiat, descendant de la famille d'Antoine Coëffier, grand maître de l'artillerie de France, avec qui elle se remariera.

### Artiste folklorique
Après cette vie rocambolesque, emplie de merveilles exotiques, Adrienne Roy-Vilandré se dédia corps et âme à la musique folklorique, autant parce qu’elle appréciait ces chants que pour payer ses comptes et pour oublier momentanément la tragédie qui l’avait touchée. Pour suivre la ligne de son évolution vis-à-vis la musique, nous allons remonter quelque peu dans les années déjà entrevues plus haut, mais cette fois-ci avec un regard axé sur le thème de la musique et du chant. Commençons par ceci: Adrienne a toujours grandement apprécié la musique et le chant;
« [...] une soif d’apprendre, d’enregistrer, qui faisait interrompre mon cœur parfois durant 6 mois, 1 an pour attendre les autres… alors je me jetais durant ce temps exclusivement au piano, au solfège, et je guettais l’heure des cloches de l’Angelus qui tintaient, encore en moi comme un cristal longtemps après qu’on l’a touché. [...] vers le Créateur que je chantais d’ailleurs à la Basilique dès mon cours terminé chez les dames Ursuline [...] »[réf. nécessaire]

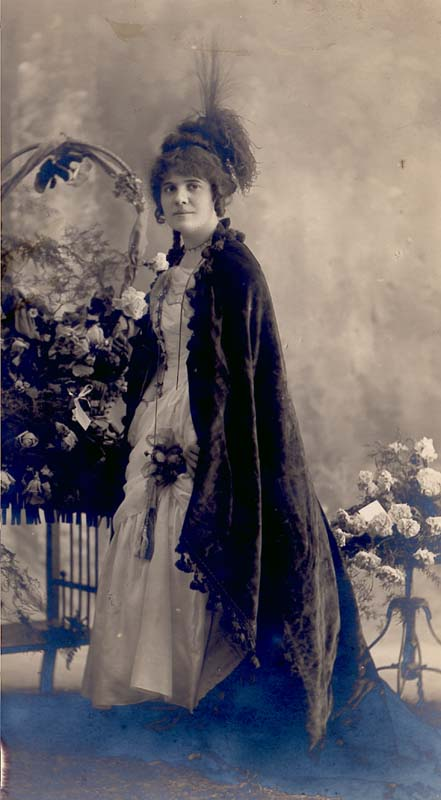

Ses études en chant commencèrent à Québec avec Isa Jeynevald-Mercier, Victor Occellier et Berthe Roy. Au Club musical de Québec, en 1913, elle fit ses débuts en matière de soprano. Elle obtient un rôle dans Véronique d'André Messager en 1916. En 1922, elle part pour Paris où elle étudie avec Jane Berthori pendant deux ans. De retour au Québec, en 1926, elle sera parmi les premières à chanter dans son pays des œuvres de Honegger, Milhaud et Poulenc. À partir des années 1930, Adrienne a été influencée par Marius Barbeau qui lui a enseigné les dialectes de diverses tribus. Grâce à cela, elle a incorporé à son répertoire des œuvres du folklore canadien et amérindien. Elle fut l’une des pionnières de la collecte et de la préservation du patrimoine musical des tribus Gitksans, Hurons, Kootenays, Nisrae, Omakas, Sioux, Tuscaroras. Elle a interprété ces chants amérindiens vêtue de costumes et d'instruments traditionnels tels le tam-tam et le chichigwan. De formation classique et admiratrice d’Yvette Guilbert, Adrienne Roy-Vilandré se consacre dans les années trente à la diffusion du répertoire folklorique édité. Elle s’est surtout fait connaître par ses interprétations de chants amérindiens, dans leur caractère original. « Ses récitals ponctués de changement de costumes (Évangéline, Marquise, Miss Canada, Espagnole[réf. nécessaire], Indienne) prennent l’allure de véritables cours d’éducation multiculturelle. » « Elle donna plusieurs centaines de récitals à travers le Canada (pour l'Alliance française, l'Institut canadien de musique, à l'Expo 67, etc.), et sur les ondes de la SRC, de CKAC (Montréal) et CBOFT (Ottawa). » Des concerts, elle en vint aux spectacles. Paul Coze, un délégué par le gouvernement français pour étudier les danses de l’Ouest canadien vint à Montréal et voulut rejoindre son travail à celui d’Adrienne. Elle chanta avec une vingtaine d’étudiants des établissements de l’Université de Montréal et de McGill qui étaient eux aussi déguisés en Indiens, avec, pour la circonstance, une quarantaine d’Iroquois venus pour assister au spectacle. « Avec leur maquillage savant, ils avaient l’air plus indien que les Indiens eux-mêmes et répondaient en sourdine à ces chants que je connaissais si bien. [...] Nous donnâmes cinq ou six de ces spectacles attirant des foules énormes [...] »[réf. nécessaire] Mais ce travail l’épuisait vite dû au fait qu’elle devait endosser le rôle de régisseur, scripteur, actrice et directrice[réf. nécessaire]. L'exposition universelle de 1967 a redonné un second souffle à la carrière d’Adrienne puisque cette dernière sera associée au pavillon amérindien. Elle a aussi chanté aux États-Unis, « notamment à New York auprès de la communauté canadienne-française et au studio du compositeur français Charles Lagourgue et en France (Cannes, Paris). Roy-Vilandré a signé des articles sur la musique dans les périodiques montréalais Le Miroir[Lequel ?], L'Autorité et Le Jour. »,

## Œuvres et distinctions
Adrienne Roy-Villandré donna de nombreux concerts, récitals, conférences et enregistra des microsillons 33 tours, au nombre de huit, sur les chants amérindiens, pour le compte de la maison Polydor et parfois à ses frais au cours des années 1970 - 1975,
« Les Iroquois de Caughnawaga (plus tard Kahnawaké) l'admirent en 1934 dans leur tribu à titre de membre d'honneur, en reconnaissance de l'intérêt qu'elle portait à leurs chants et à leurs traditions; ils lui donnèrent à cette occasion le nom de « Yohadio », qui signifie voix claire dans les bois. ».

## Publications
- Vie d’ange d’une fille (Vidange d’une fille) : Mémoires, Université de Montréal, DGDA, s.d..